# Буровий снаряд
Буровий снаряд (рос. буровой снаряд, англ. drillrig, drilling toolmaking, нім. Bohrgerät n) — комплект інструментів, що опускається в свердловину в зібраному стані.
- При обертальному керновому бурінні — це зазвичай (від вибою свердловини до її гирла) наконечник (бурова коронка або долото), розширювач, кернотримач, колонкова труба, перехідник, шламова труба, бурові штанги, ніпелі (муфти), сальник.

- При обертальному бескерновому бурінні — ті ж інструменти, крім кернотримача і колонкової труби.
- При ударно-обертовому додається ще пневмоударник і автомасленка для змащення деталей останнього.
- При ударно-канатному бурінні снаряд складається зазвичай з долота, ударної штанги, канатного замка і каната — троса.